# Виноградец
Виноградѐц е село в Южна България. То се намира в община Септември, област Пазарджик.

## История
До 1934 г. село Виноградéц се нарича Карамусал, а преди това е носело името Крушево. По време на османската власт се е казвало Елеларе. Селото е основано от няколко големи фамилии, сред които Дойчеви, Влайкови, Гущерови и Соколови. Други големи фамилии са Терзови, Караджови, Бончеви, Благови, Айдарови, Недялкови, Динкови, Бирови, Ладжови, Пенчеви и др.

## Религии
Над 90% изповядват християнство.

## Културни и природни забележителности
Край селото има останки от три крепости. При Чукуров връх има тракийска могила, където е открита единствената плоча на тракийски конник от глина.

## Редовни събития
- В петък е пазарният ден.
- На 15 август – общонароден събор.
- На почит е празникът Дервишовден (на Сирни_заговезни), който е кукерски празник. В навечерието на Сирни заговезни се палят огньове наречени „оратушки“. Дервишовден е най-тачения празник във Виноградец. Традиция е цялото село да се събира на централния площад и да наблюдава кукерските представления. Колят се агнета, които се пекат в специални пещи.

## Други
Основен поминък – лозарство. Тук се намира една от най-големите винарски изби в България.

### Кухня
Традиционно за Виноградец ястие е печено агне в зидана селска фурна. Приготвя се за Великден и Гергьовден. Друго характерно ястие е местната рецепта за свински суджук и кървавица.

## Личности
- Илия Иванов Биров (1885 - ?), български революционер от ВМОРО, четник на Иван Наумов Алябака[2]
- Георги Стефанов Цветанов – Роден във Виноградец на 12 април 1941 г. През 1981 г. е назначен и изпълнява длъжността вицеконсул, в Генералното консулство на НР България в гр. Одрин, Република Турция, през периода 1981 – 1985 г. След промените през 1989 г. Георги Цветанов е избиран за кмет на с. Виноградец и заема този пост в продължение на два мандата. Умира на 6 октомври 2003 в гр. Пловдив.[3].
- подофицер Атанас Атанасов Кръстев – Роден на 19 юли 1920 г. в село Карамусал (сега Виноградец, б.а.). Подофицер Атанас Кръстев започва да изпълнява бойни задачи с френските изтребители „Девоатин-520“ и германските „Месершмит-109Г“. На 17 април 1944 г. е свален и загива в схватка с противникови изтребители П-51 „Мустанг“. Посмъртно подофицер Атанас Атанасов Кръстев е произведен в офицерско звание и е дарен с военно отличие „За храброст“-IV степен II клас. Погребан е в родното си село.
- Огнян Пачев (р. 1954), български офицер, бригаден генерал